# Šokačko veče
Šokačko veče je manifestacija izvornog narodnog stvarateljstva kojeg organizira 
kulturno-prosvjetna zajednica Hrvata "Šokadija" iz Sonte.
Manifestacija se održava svake godine u Sonti, a prvi put se održala 2001.
Manifestacija u svom programu ima večeri: pučke poezije, pjesme i plesa, pučkog ruha, izložbu likovnih i etno radova te večer tambure.
U tu svrhu KPZH "Šokadija" organizira književni natječaj "Za lipu rič" za neobjavljene pjesme pisane neknjiževnim narječjem hrvatskog jezika, šokačkom ikavicom. Najbolja pjesma pored nagrada, dobiva priznanje u vidu javnog čitanja na "Šokačkoj večeri".
Suci za dodjelu nagrada na natječaju za najlipšu neobjavljenu pismu na šokačkoj ikavici su dosad bili: Katarina Čeliković, Vesna Njikoš-Pečkaj, Zvonimir Pelajić, Đurđica Stuhlreiter, Marija Šeremešić i Ivan De Villa,

## Vanjske poveznice
- Hrvatska riječ[neaktivna poveznica] Šokadijo dok ti ime traje
- Hrvatska riječ  Arhivirana inačica izvorne stranice od 29. prosinca 2009. (Wayback Machine) U povodu manifestacije
- Zavod za kulturu vojvođanskih Hrvata  Arhivirana inačica izvorne stranice od 5. ožujka 2016. (Wayback Machine) U Sonti održano „VIII. Šokačko veče“, pristupljeno 6. veljače 2010.